# Rollhockey bei den Olympischen Spielen
Rollhockey war bisher lediglich einmal als Demonstrationssportart bei den Olympischen Sommerspielen 1992 im Programm. Die große Beliebtheit dieser Sportart und die Existenz hochkarätiger Wettkampfmannschaften in Katalonien, wie dem FC Barcelona und Reus Deportiu, veranlassten das Organisationskomitee, ihre Aufnahme in das olympische Programm vorzuschlagen.
Es fand ein Wettbewerb für Männermannschaften vom 26. Juli bis 7. August 1992 an vier Austragungsorten in Katalonien (Vic, Sant Sadurní d’Anoia, Reus und Barcelona) statt. Insgesamt meldeten 12 Nationen eine Mannschaft mit je 10 Spielern. In einer Vorrunde wurden die Mannschaften entsprechend den Ergebnissen der Rollhockey-Weltmeisterschaft 1991 in Portugal in zwei Gruppen eingeteilt. Die Spiele der Gruppe A wurden im Pavelló del Club Patí Vic, die der Gruppe B im Pavelló de l'Ateneu de Sant Sadurní ausgetragen. Die besten drei Teams jeder Gruppe erreichten das Halbfinale, das als Gruppenphase mit sechs Teams im Pavelló d'Esports in Reus ausgetragen wurde. Am Ende spielten die beiden besten Mannschaften im Finale gegeneinander und die dritt- und viertplatzierten Mannschaften spielten im Palau Blaugrana in Barcelona in einem Spiel um den dritten Platz.

## Die Platzierten des Wettbewerbs
| Platz | Mannschaft         |
| ----- | ------------------ |
| 1     | Argentinien        |
| 2     | Spanien            |
| 3     | Italien            |
| 4     | Portugal           |
| 5     | Brasilien          |
| 6     | Niederlande        |
| 7     | Vereinigte Staaten |
| 8     | Deutschland        |
| 9     | Angola             |
| 10    | Schweiz            |
| 11    | Australien         |
| 12    | Japan              |